# Musclo barbat
El musclo barbat (Modiolus barbatus) és una espècie de mol·lusc bivalve de la família Mytilidae. La seva conquilla fa uns 6 cm de llargada. Es troba des de Noruega al Mediterrani, viu sobre roques fins a 100 m de fondària.
És comestible, la seva carn és bastant apreciada i es pot consumir crua o cuinada de diverses maneres.